# Sverre Sørsdal
Sverre Sørsdal (Hamar, 5 agosto 1900 – 21 marzo 1996) è stato un pugile norvegese.

## Palmarès

### Olimpiadi
- Argento a Anversa 1920 nei pesi mediomassimi.
- Bronzo a Parigi 1924 nei pesi mediomassimi.